# El secreto de Ana Clara
El secreto de Ana Clara fue una telenovela argentina que se transmitió por Canal 11.
Protagonizada por Rita Terranova y Arturo Bonín. Contó con las actuaciones estelares de Enrique Liporace y Thelma Stefani.

## Guion
La telenovela fue escrita por Daniel Delbene, también autor y guionista de otras historias como Amo y señor (1984), El lobo (1985), El infiel (1986), Grecia (1987), Chiquilina mía (1991), Soy Gina (1992) y entre otras.

## Elenco
- Rita Terranova - Ana Clara Saavedra
- Arturo Bonín - Fernando Escalada
- Thelma Stefani - Teodora
- Enrique Liporace - Gabino
- María Noel Genovese - Nazarena
- Juan Manuel Tenuta - Olegario
- Debbie Field - Elizabeth

## Equipo técnico
- Historia original: Daniel Delnebe
- Producción: Eduardo Rozas
- Dirección: Pedro Pablo Bilán

## Versiones
- En 1982, la empresa mexicana Televisa, sacó una nueva versión que también llevaba de título El secreto de Ana Clara, protagonizada por Rebeca Rambal y José Elias Moreno.[2]